# Topeka, Kansas
Topeka là một thành phố thuộc quận Shawnee, tiểu bang Kansas, Hoa Kỳ. Năm 2010, dân số của xã này là 127473 người.

## Dân số
Dân số các năm:
- Năm 2000: 122377 người
- Năm 2010: 127473 người